# Ливадски мост
Ливадският мост (на гръцки: Γεφύρι στο Λιβάδι) е стар каменен мост в Егейска Македония, Гърция, край кушнишкото село Никищан (Никсиани).
Мостът се намира в Кушница (Пангео), вместността Ливади на юг от Никищан. Според местни предания е построен от кожански или епирски майстори, които построяват и повечето къщи в селото. Мостът е изграден от неправилни каменни блокове, без спойка. В 1958 година никищанци циментират палубата му, за да могат по него да пренасят вода. Тази интервенция се оказва спасителна за моста, тъй като циментът на жлеба свързва и стабилизира камъните на свода, предотвратявайки срутването му.